# Griekenland op de Paralympische Winterspelen 2014
Griekenland is een van de landen die deelneemt aan de Paralympische Winterspelen 2014 in Sotsji, Rusland.

## Deelnemers en resultaten
Het overzicht van de deelnemers en resultaat per sport volgt.
 (m) = mannen, (v) = vrouwen 

### Alpineskiën
| Paralympiër       | Onderdeel                 | Resultaat | Prestatie      |
| ----------------- | ------------------------- | --------- | -------------- |
| Efthymios Kalaras | Slalom, zittend (m)       | DNF       | Niet gefinisht |
| Efthymios Kalaras | Reuzenslalom, zittend (m) | 22e       | 3:37.60        |